# АЕС Іката
33°29′27″ пн. ш. 132°18′40″ сх. д. / 33.49083333° пн. ш. 132.31111111° сх. д.
Ікатська атомна електростанція (яп. 伊方発電所) — атомна електростанція в Японії.
Станція розташована на заході японського острова Сікоку поблизу міста Іката в префектурі Ехіме.
АЕС Іката – єдина атомна електростанція на острові Сікоку – була запущена в 1977 році. Всього на станції були побудовані три реактора, всі три типу PWR виробництва Mitsubishi Heavy Industries, потужність перших двох дорівнює 566 МВт, потужність третього становить 890 МВт. Таким чином, загальна потужність АЕС Іката становить 2 022 МВт.
21 травня 2015 року було дано остаточну згоду Комітету з контролю за атомною енергетикою Японії на перезапуск третього енергоблоку АЕС Іката. Тим самим було визнано його безпеку в нових, сформованих після аварії на АЕС Фукусіма-1, умовах роботи японських атомних електростанцій. А саме, захищеність від стихійних лих, включаючи землетруси і цунамі.
17 січня 2020 року Вищий суд міста Хіросіма наказав компанії Shikoku Electric Power зупинити роботу третього реактора АЕС "Іката" у префектурі Ехіме. Таким чином суд задовольнив позов кількох місцевих жителів, які наполягали на тому, що затверджені стандарти безпеки не враховують ризики, що виникають при землетрусах та виверженнях вулканів. Мешканці подають відповідний позов уже не вперше. Двічі раніше суд вставав у бік енергокомпанії, надала доповідь, у якому йшлося про вкрай низьку ймовірність сильного виверження.
Загальна потужність АЕС Ікату до зупинки енергоблоків № 1 та № 2 становила 2022 МВт.

## Інциденти
19 листопада 2014 року на зупиненій АЕС Іката стався витік радіоактивної води – суміш борної кислоти і радіоактивного кобальту-60. Аварія трапилася на другому енергоблоці.

## Інформація по енергоблоках
| Енергоблок | Тип реакторів   | Потужність | Потужність | Початок будівництва | Фізпуск    | Підключення до мережі | Введення в експлуатацію | Закриття   |
| Енергоблок | Тип реакторів   | Чиста      | Брутто     | Початок будівництва | Фізпуск    | Підключення до мережі | Введення в експлуатацію | Закриття   |
| ---------- | --------------- | ---------- | ---------- | ------------------- | ---------- | --------------------- | ----------------------- | ---------- |
| Иката-1    | PWR, M (2-loop) | 538 МВт    | 566 МВт    | 01.09.1973          | 29.01.1977 | 17.02.1977            | 30.09.1977              | 10.05.2016 |
| Иката-2    | PWR, M (2-loop) | 538 МВт    | 566 МВт    | 01.08.1978          | 31.07.1981 | 19.08.1981            | 19.03.1982              | 23.05.2018 |
| Иката-3    | PWR, M (3-loop) | 846 МВт    | 890 МВт    | 01.10.1990          | 23.02.1994 | 29.03.1994            | 15.12.1994              | —          |